# Le Pondy

Le Pondy este o comună în departamentul Cher, Franța. În 1 ianuarie 2022 avea o populație de 154 de locuitori.